# رامون توريس منديز
رامون توريس منديز (بالإسبانية: Ramón Torres Méndez)‏ هو كاريكاتيري ورسام كولومبي، ولد في 29 أغسطس 1809 في بوغوتا في كولومبيا، وتوفي بنفس المكان في 16 ديسمبر 1885.